# Ginga tetsudō no yoru
Ginga tetsudō no yoru (japanska: 銀河鉄道の夜, "Natt på den galaktiska järnvägen"?) är en kortroman av den japanske författaren Kenji Miyazawa. Den skrevs runt 1927 och utgavs postumt 1934. Den handlar om två pojkar som reser genom Vintergatan på ett magiskt tåg och har både blivit animerad långfilm, musikal och teaterpjäs samt fungerat som inspiration till manga- och anime-franchisen Galaxy Express 999.

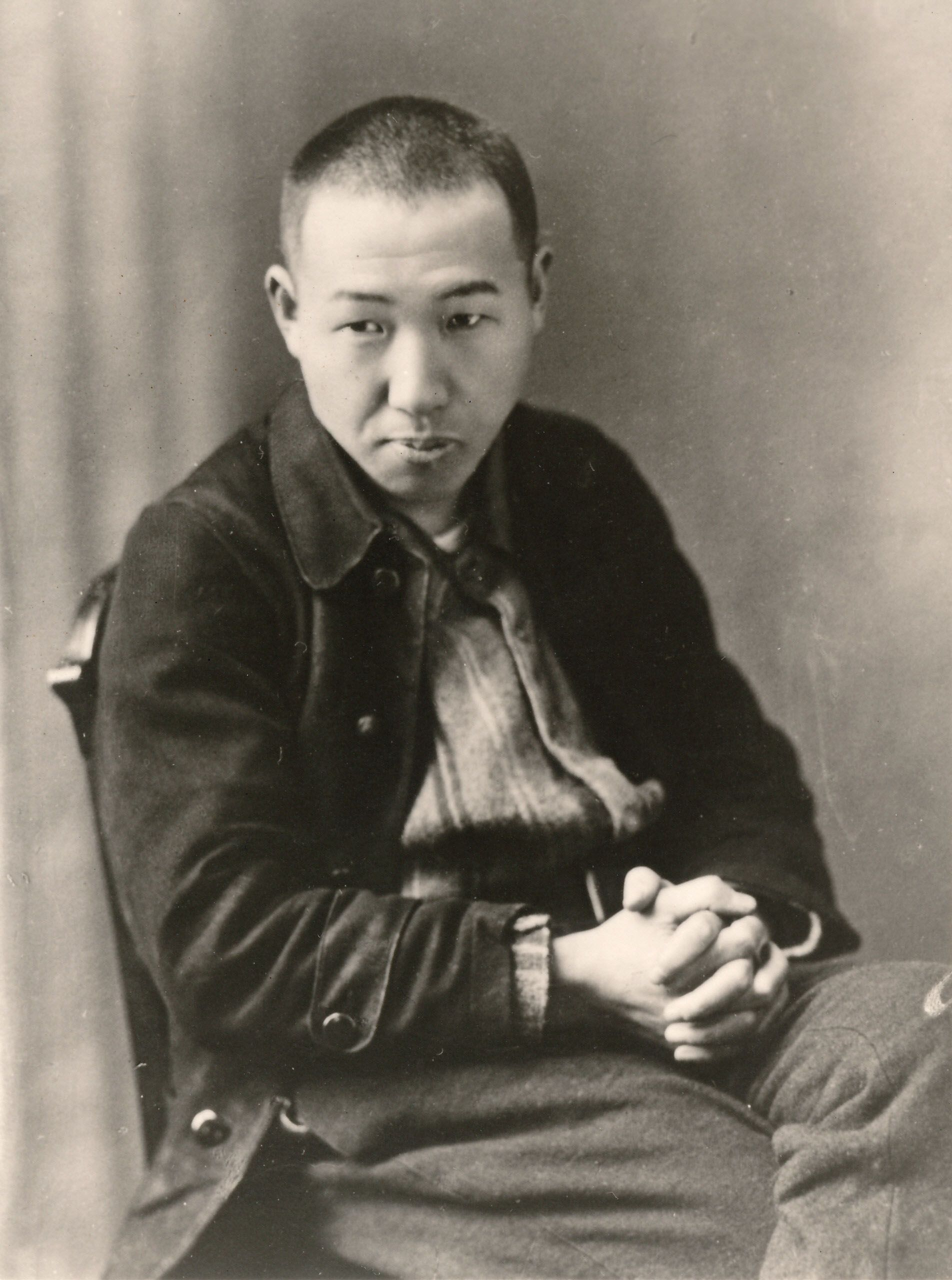
I berättelsen om natten på den galaktiska järnvägen ställer författaren Kenji Miyazawa frågan "Vad är sann lycka?".

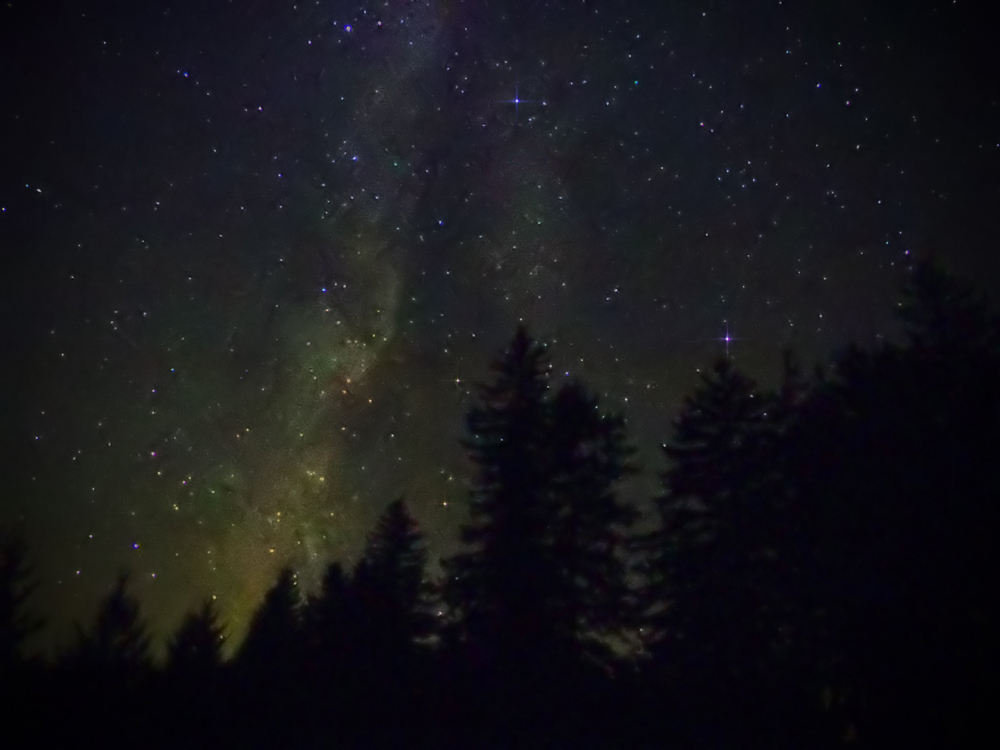
Tåget för de båda pojkarna Giovanni och Campanella upp i Vintergatan.

## Handling
Boken handlar om två fattiga pojkar vid namn Giovanni och Campanella. De är nära vänner och känner sig utstötta och annorlunda. En natt befinner sig de båda på en kulle vid deras stad, när ett tåg anländer som från ingenstans. De stiger på och tas med på en resa upp till den stjärnbeströdda himlen. Det är ett magiskt tåg, och resan (vilket den japanska titeln antyder) är galaxtågets natt. På de magiska tåget som tar dem genom Vintergatan får de båda pojkarna vara med om många sällsamma möten. 

## Teman
Författaren ställer i boken en religiös eller filosofisk fråga till läsaren. Huvudtemat för berättelsen är nämligen frågeställningen "Vad är sann lycka?" Efter att Miyazawas älskade syster Toshi avled 1922, åkte en tungsint Kenji Miyazawa på en tågresa till Sachalin.
Han påbörjade den här kortromanen strax efter (1924) resan, vilken sägs vara den huvudsakliga inspirationen till berättelsen. Han fortsatte att putsa på Ginga… ända fram till sin död 1933. Mitten av romanen skrevs aldrig färdig, men boken publicerades i sitt befintliga skick.
Handlingen i berättelsen är en tillägnan åt folk som hängiver sig åt andra. Den ska vara en återspegling av Miyazawas personliga filosofi kretsande kring självuppoffringar, en syn på livet som också dyker upp i andra av hans ungdomsböcker som Yodaka no hoshi och Guskō budori no denki. En annan tolkning är att de representerar en "holistisk, ekologisk tanke".

## Produktionshistoria
Kortromanen på sammanlagt nio kapitel publicerades postumt 1934, som del av Miyazawa Kenji zenshū daisankan (japanska: 『宮沢賢治全集』第三巻, "Kenji Miyazawas samlad verk, del 3"?). Historien har totalt publicerats i fyra olika versioner, och den senast publicerade versionen är den mest kända bland japanska läsare.

## Bearbetningar och inspiration
Boken har, som en av Miyazawas mest kända verk, blivit föremål för olika musikal- och teateruppsättningar. Dessutom har den filmatiserats och fungerat som inspirationskälla för senare japanska verk i olika medier (se nedan).

### Galaxy Express 999
Boken var en viktig inspirationskälla för Leiji Matsumotos tecknade serie Galaxy Express 999, utgiven 1977–1987.

### HanTsuki
Gina tetsudō no yoru är en del av ramhandlingen i den japanska bok-och-film-franchisen Hanbun no tsuki ga noboru sora (2003–) ofta förkortat HanTsuki). Läsningen av boken är en av de saker som för historiens två ungdomar samman.

## Utgåvor (urval